# Cele Abba
Cele Abba, all'anagrafe Celestina Abba (Milano, 25 maggio 1906 – Milano, 1º gennaio 1992), è stata un'attrice italiana.

## Biografia
La sua carriera visse un po' di luce riflessa, condizionata dalla grande popolarità ottenuta dalla sorella maggiore, la celebre Marta, musa di Luigi Pirandello. Seconda figlia del commerciante Pompeo Abba e di Giuseppina Trabucchi, debuttò sul palcoscenico teatrale accanto alla sorella che la volle al suo fianco per la stagione 1927-1928 nella Compagnia Pirandelliana diretta dal celebre scrittore e drammaturgo Luigi Pirandello.
Nella stagione 1929-1930 ebbe ruoli da seconda donna nella Compagnia Teatrale Za-Bum diretta da Mario Mattoli e in quella seguente, la 1930-1931, recitò in compagnia con Renzo Ricci, Irma Gramatica e Luigi Carini. Nell'estate del 1931 recitò nell'allestimento teatrale di Campo di maggio, scritto e diretto da Giovacchino Forzano. 
Nella stagione 1932-1933 recitò con Ruggero Ruggeri e quindi nell'estate del 1933 fu Ippolita nel cast di Sogno di una notte di mezza estate di Shakespeare diretto da Max Reinhardt con Carlo Lombardi, Giovanni Cimara, Nerio Bernardi, Rina Morelli, Sarah Ferrati, Cesare Bettarini, Armando Migliari, Ruggero Lupi, Luigi Almirante, Giuseppe Pierozzi, Memo Benassi, Evi Maltagliati ed Eva Magni rappresentato al Giardino di Boboli di Firenze. 
Nella stagione 1933-1934 ebbe ruoli da prima attrice nella compagnia di Aristide Baghetti.
Fino al 1936 recitò in alcune commedie, accanto ad Antonio Gandusio, confermandosi attrice shakespeariana nelle recite estive all'aperto del Coriolano (1935) e di Giulio Cesare (1936).
Nel 1937 fu, ancora nel Giardino di Boboli, interprete di Diamante nella rappresentazione postuma dei Giganti della montagna di Pirandello (la regia fu affidata a Guido Salvini prima, poi a Renato Simoni), con Benassi ed Andreina Pagnani.
Nella stagione 1938-1939 ebbe finalmente il nome in ditta nella compagnia formata con Annibale Ninchi e Guglielmina Dondi, mentre nella stagione 1939-1940 divenne uno dei cardini della Compagnia Grandi Spettacoli Forzano diretta da Giovacchino Forzano. 
Nel 1940 è Calpurnia in Cesare di Forzano con musiche di Umberto Giordano con Elena Zareschi, Alfonsina Pieri, Corrado Racca, Ernesto Sabbatini, Nino Pavese, Augusto Marcacci, Alfredo Robert, Augusto Di Giovanni, Luigi Erminio D'Olivo, Giulio Tempesti, Vinicio Sofia, Alfredo De Antoni, Giovanni Onorato, Dino Raffaelli, Roberto Cinquini, Loris Gizzi e Gherardo Gherardi al Teatro Comunale di Firenze.
Infine, nella stagione 1940-1941, fu nel cast dello spettacolo leggero di rivista Ultima edizione, scritto e diretto da Aldo Rubens.
La sua attività cinematografica fu di scarso rilievo: prese parte solo a quattro film, in ruoli di secondo piano (nel primo, Il caso Haller, recitando insieme alla sorella) nel periodo prebellico e durante la seconda guerra mondiale. Partecipò inoltre a diverse trasmissioni radiofoniche.
Visse per parecchi anni a Sanremo, fino al 1960, quando tornò a stabilirsi definitivamente nella sua città natale, Milano.

## Filmografia
- Il caso Haller, regia di Alessandro Blasetti (1933)
- Passaporto rosso, regia di Guido Brignone (1935)
- Le vie del cuore, regia di Camillo Mastrocinque (1942)
- La carne e l'anima, regia di Vladimir Striževskij (1945)

## Prosa radiofonica EIAR
- L'assente di Amedeo Gherardini, regia di Alberto Casella, trasmessa il 27 gennaio 1938.
- Il centauro bendato di Nino Salvaneschi, regia di Alberto Casella, trasmessa il 24 novembre 1939.